# جيمس جيفري
جيمس فرانكلين جيفري (بالإنجليزية: James Franklin Jeffrey)‏ (و. 1946 م) هو دبلوماسي أمريكي، ويعتبر خبيرا في القضايا الاستراتيجية في مناطق الشرق الأوسط والبلقان وألمانيا.

## ترجمته

### نشأته ودراسته
ولد سنة 1946 م في ولاية ماساشوستس. حصل عام 1969 م على بكالوريوس في التاريخ من جامعة Northeastern، ثم حصل على درجة الماجستير في إدارة الأعمال من جامعة بوسطن عام 1977 م، وبعدها على دبلوم في اللغة الفرنسية من جامعة باريس. وخدم في الجيش الأميركي خلال الفترة من 1969 إلى 1976 م.